# Cochimi Indijanci
Cochimi, pleme ili grupa manjih plemena Yuman Indijanaca u središnjim predjelima poluotoka California u Meksiku. Dok su ih 1534. godine posjetili prvi istraživači, Cochimi su ovdje živjeli već kojih 14,000 godina. Živjeli su od ribolova i sakupljanja voća i sjemenja. Mitovi Cochimija govore da su oni porijeklom od divova, kreatora starih slikarija i petroglifa u pećinama i po stijenama. 
Slikarije u Baja California Sur su poznate kao "Velike zidne slike" (Sierra de San Francisco) najveće su na svijetu. Pojedini primjerci su visoki od 9 do 13,5 metara, a neke se nalaze na visini od 12 m iznad tla. Kada su Isusovci 1600.-tih pitali Indijance tko ih je naslikao, oni su odgovorili da je to uradila jedna divovska rasa koja je tu živjela prije njih.
Cochimi su bili najbrojnija populacija poluotoka. Hervas daje brojno stanje njihovih misija koje su postojale 1767. godine, viz.:  San Xavier de Biaundo (pop. 485); San Jose Comondu (pop. 360); Santa Borja (1,500 neofiti- neophytes /novoobraćenici/); Santa Maria Magdalena (300 neofiti i 30 preobraćenika); La Purísima Concepcion (130 neofiti); Santa Rosalia de Mulege ili Muleje (pop. 300); Santa Guadalupe (530 neofita); San Ignacio (pop. 750), i Santa Gertrudis (pop. 1,000). 

## Sela i lokalne skupine
Za rančerije (rancherias) i plemena Cochimija spominju se: Adac, Afegua, Aggavacaamanc, Amalgua, Amaniini, Ametzilhacaamanc, Anchu, Avolabac, Caamancijup, Caddehi, Cadecuijtnipa, Cadegomo, Cadeudebet, Cahelca, Cahelejyu, Cahelenthil, Cahehmet, Camancnaccooya, Camanocacaamano, Cunitcacahel, Eguiannacahel, Gabacamanini, Gamacaamanc, Gamacaamancxa, Hualimea, Idelabuu, Idelibinaga, Ika, Jetti, Laimon, Liggige, Menchu, Mokaskel, Paviye, Paya, Piacaamanc, Piagadme, San Athanasio, San Benito de Aruy, San Francisco Borja, San Ignacio, San José de Comondu, San Juan, San Miguel, San Sabas, Santa Aguida, Santa Lucia, Santa Maria, Santa Marta, Santa Monica, Santa Nynfa, San Pedro y San Pablo, Santisima Trinidad, Tahuagabacahel, Temedegua, Uacazil, Vaba, Vabacahel, Vajademin, Vazacahel, Vinatacot.
Cochimi danas broje kojih 200 duša u Meksiku. Joshua Project poistovjećuje ih sa srodnim plemenom Tipai, jednim od plemena Diegueño Indijanaca. 
Skupine koje su govorile Cochimi jezicima i dijalektima danas se označavaju imenima: Borjeño, Ignacieño, Cadegomeño, Laymon (Laimon), a svrstavaju u nju i grupe Monqui i Didu, koji se klasično vode kao Guaycuran govornici (vidi etničke karte  Arhivirana inačica izvorne stranice od 14. svibnja 2005. (Wayback Machine)).

## Vanjske poveznice
- Vocabulary Words in Native American Languages: Cochimi
- Cochimi Rock Art  Arhivirana inačica izvorne stranice od 22. veljače 2006. (Wayback Machine)
- Cochimi Indian Tribe History